# Винисијус Пашеко
Винисијус Пашеко дос Сантос (порт. Vinícius Pacheco dos Santos; 27. септембар 1985, Сао Гонсало, Бразил) је бразилски фудбалер.

## Каријера
Каријеру је почео у Фламенгу, а његова каријера је почела да добија на значају тек 2006, када је тренер Фламенга био Валдемар Лемос, који му је давао већу минутажу. Међутим, млади везни играч, иако вешт, није могао да се избори за место у тиму и, стога, са доласком новог тренера, морао је да проведе остатак сезоне 2006. на клупи.
На почетку сезоне 2007, после доласка неколико појачања у клуб, Пашеко је био послат на позајмицу у Парана Клубе. Након истека позајмице послат је у Ипатингу, а убрзо је напустио овај клуб јер није могао да плати његову плату.
Вратио се у Фламенго, али без места у тиму, средином 2008. одлази на позајмицу у португалски Белененсеш. Провео је годину дана у португалском фудбала, и вратио се средином 2009. у Бразилу, сада на позајмицу у Фигуеиренсе, који је тада играо у Серији Б.
Почетком 2010. се враћа у Фламенго, и тренер Андраде му је дао шансу да се докаже и успео је на почетку сезоне да прикаже одличне партије и чак да се наметне испред Дејана Петковића, па је клуб продужио уговор са њим до 2015, пошто је стари требало да истекне децембра 2010. године. Али у истој години у којој је поново засијао, исти Пашеко је осцилирао између добрих и лоших тренутака, и ипак се у другом делу сезоне због великог броја играча у везном реду, вратио поново у Фигуеиренсе у Серију Б на позајмицу. У Фламенго се вратио 2011, али тадашњи тренер Вандерлеј Луксембурго га није изабрао, па је завршио на позајмици у Гремију.
22. јуна 2011. потписао је трогодишњи уговор са Црвеном звездом, а изабрао је дрес са бројем 11. 2. јула 2011. у припремној утакмици са аустријским трећелигашем Колумбијом Флоридсфорт Пашеко је сломио ногу у 40. минуту меча, па се због тога вратио у Бразил на лечење. Након шест месеци неиграња због повреде, Пашеко је на зимским припремама Црвене звезде у фебруару 2012. поново заиграо. На крају сезоне 2011/12. клуб је раскинуо уговор са њим.

## Статистика
Од 14. фебруара 2012.
| Клуб              | Сезона            | Национални шампионат | Национални шампионат | Национални куп | Национални куп | Континентална такмичења[а] | Континентална такмичења[а] | Остала такмичења[б] | Остала такмичења[б] | Укупно | Укупно |
| Клуб              | Сезона            | Утакм.               | Гол.                 | Утакм.         | Гол.           | Утакм.                     | Гол.                       | Утакм.              | Гол.                | Утакм. | Гол.   |
| ----------------- | ----------------- | -------------------- | -------------------- | -------------- | -------------- | -------------------------- | -------------------------- | ------------------- | ------------------- | ------ | ------ |
| Фламенго          | 2003              | 8                    | 0                    | 0              | 0              | —                          | —                          | —                   | —                   | 8      | 0      |
| Фламенго          | 2004              | 4                    | 0                    | 1              | 0              | —                          | —                          | 2                   | 0                   | 7      | 0      |
| Фламенго          | 2005              | 4                    | 0                    | 2              | 0              | —                          | —                          | 0                   | 0                   | 6      | 1      |
| Фламенго          | 2006              | 18                   | 2                    | 7              | 0              | —                          | —                          | 6                   | 0                   | 31     | 2      |
| Фламенго          | Укупно            | 34                   | 2                    | 10             | 0              | —                          | —                          | 8                   | 0                   | 52     | 2      |
| Парана Клубе(поз) | 2007              | 26                   | 1                    | —              | —              | 10                         | 0                          | 0                   | 0                   | 36     | 1      |
| Парана Клубе(поз) | Укупно            | 26                   | 1                    | —              | —              | 10                         | 0                          | 0                   | 0                   | 36     | 1      |
| Ипатинга (поз)    | 2008              | —                    | —                    | —              | —              | —                          | —                          | 0                   | 0                   | 0      | 0      |
| Ипатинга (поз)    | Укупно            | —                    | —                    | —              | —              | —                          | —                          | 0                   | 0                   | 0      | 0      |
| Фламенго          | 2008              | —                    | —                    | —              | —              | —                          | —                          | 1                   | 0                   | 1      | 0      |
| Фламенго          | Укупно            | —                    | —                    | —              | —              | —                          | —                          | 1                   | 0                   | 1      | 0      |
| Белененсеш (поз)  | 2008-2009         | 22                   | 1                    | —              | —              | —                          | —                          | 5                   | 1                   | 27     | 2      |
| Белененсеш (поз)  | Укупно            | 22                   | 1                    | —              | —              | —                          | —                          | 5                   | 1                   | 27     | 2      |
| Фигуеиренсе (поз) | 2009              | 14                   | 1                    | —              | —              | —                          | —                          | —                   | —                   | 14     | 1      |
| Фигуеиренсе (поз) | Укупно            | 14                   | 1                    | —              | —              | —                          | —                          | —                   | —                   | 14     | 1      |
| Фламенго          | 2010              | 11                   | 0                    | —              | —              | 9                          | 0                          | 15                  | 4                   | 40     | 4      |
| Фламенго          | Укупно            | 11                   | 0                    | —              | —              | 9                          | 0                          | 15                  | 4                   | 40     | 4      |
| Фигуеиренсе (поз) | 2010              | 9                    | 0                    | —              | —              | —                          | —                          | —                   | —                   | 9      | 0      |
| Фигуеиренсе (поз) | Укупно            | 9                    | 0                    | —              | —              | —                          | —                          | —                   | —                   | 9      | 0      |
| Гремио (поз)      | 2011              | 0                    | 0                    | —              | —              | 6                          | 2                          | 8                   | 1                   | 14     | 3      |
| Гремио (поз)      | Укупно            | 0                    | 0                    | —              | —              | 6                          | 2                          | 8                   | 1                   | 14     | 3      |
| Црвена звезда     | 2011-2012         | 2                    | 0                    | —              | —              | —                          | —                          | —                   | —                   | 2      | 0      |
| Црвена звезда     | Укупно            | 2                    | 0                    | —              | —              | —                          | —                          | —                   | —                   | 2      | 0      |
| Укупно у каријери | Укупно у каријери | 123                  | 5                    | 10             | 0              | 22                         | 2                          | 37                  | 6                   | 194    | 13     |

- а. ^ Утакмице у Купу Либертадорес
- б. ^ Утакмице у првенству Кариока, првенству Паранаенсе, првенству Минеиро, Лига купу Португалије и првенству Гаучо